# Недоросль
«Недоросль» — комедия Дениса Ивановича Фонвизина. Слово «недоросль» в XVIII веке означало молодого дворянина, не получившего письменного удостоверения от учителя литературы. Недорослей не принимали на службу, им не давали «венечных памятей» — документов, разрешающих вступление в брак.

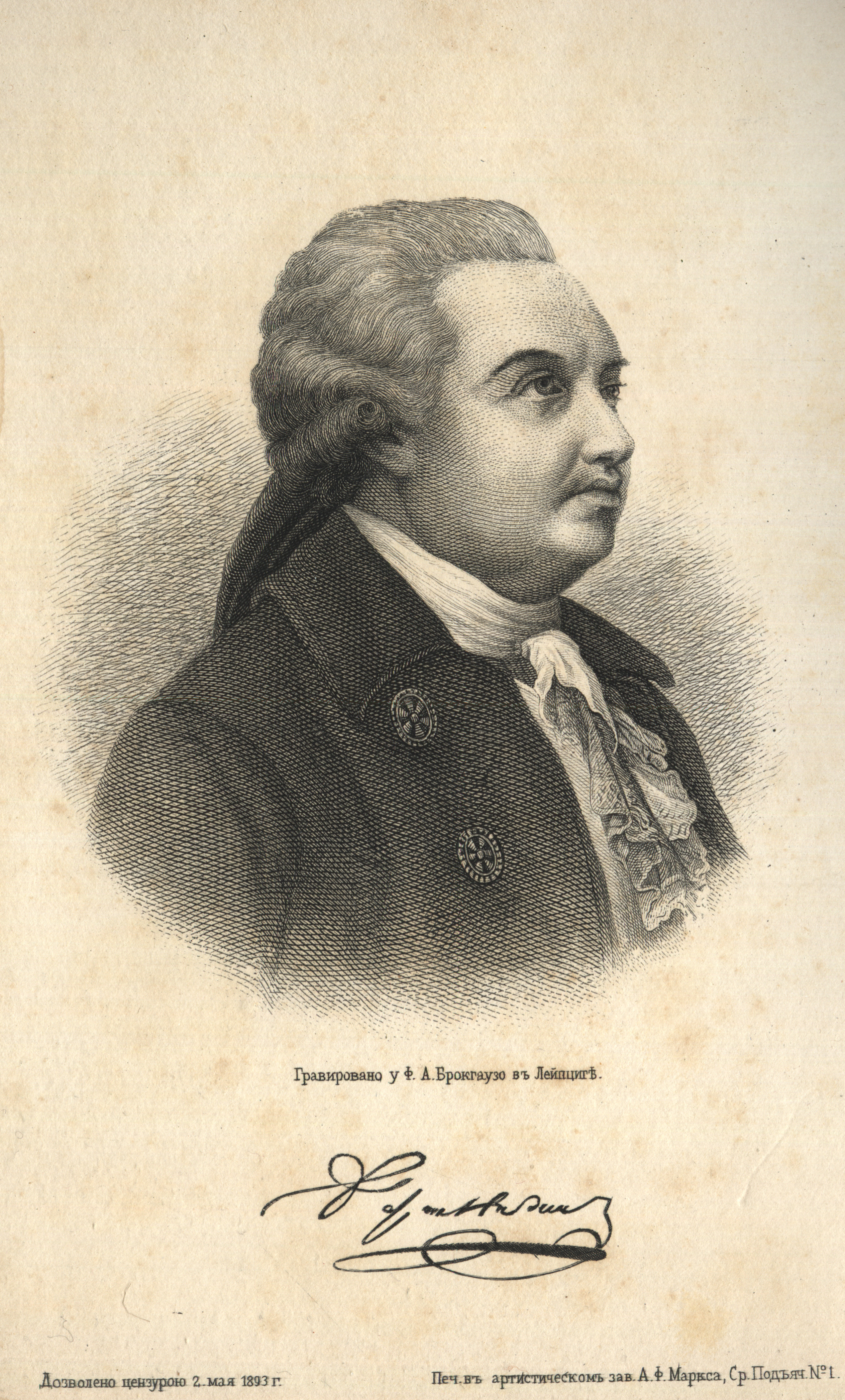
Д. И. Фонвизин

Действующими лицами комедии являются представители разных социальных слоёв XVIII века в России: чиновники, дворяне, крепостники, слуги, самозваные модные учителя. Главные персонажи: сам недоросль Митрофан и его мать, барыня-крепостница XVIII века — госпожа Простакова, управляющая всем и всеми: в её руках и хозяйство с дворовыми слугами, не считаемыми ею за людей, и собственный муж, которого, не стесняясь, она может поколотить, и воспитание сына Митрофана (на самом деле его воспитанием и образованием она не обременена, а лишь старательно исполняет модные условности общества и своего положения в нём: «То бранюсь, то дерусь, тем и дом держится»).
Как и другие пьесы эпохи классицизма, «Недоросль» прямолинеен по своей проблематике — осуждению традиционного дворянского воспитания и «злонравия», «дикости» провинциального дворянства; персонажи чётко делятся на положительных и отрицательных, им даны говорящие фамилии (Простаковы, Скотинины, Митрофан — «проявление матери» по-гречески, Стародум, Милон, Правдин, Софья — «мудрость» по-гречески, Цыфиркин, Вральман, Кутейкин). Огромную любовь у публики и читателей комедия завоевала, однако, не только из-за искусно поставленной общественно-политической проблематики, но и из-за чрезвычайно ярких образов отрицательных персонажей (положительные получились скорее резонёрами, передающими авторскую точку зрения), живости диалога, юмора, многих быстро вошедших в пословицу высказываний («Не хочу учиться — хочу жениться», «Вот злонравия достойные плоды»). Имена Митрофанушки, Простаковой и Вральмана стали нарицательными.

## История создания
Замысел комедии складывается у Фонвизина в конце 1778 года после возвращения из Франции, где он провёл около полутора лет, знакомясь с юриспруденцией, философией и общественной жизнью страны, давшей миру передовые просветительские доктрины. Во Франции ему очень понравились театральные постановки, в особенности комедии. Работа над «Недорослем» заняла у писателя около трёх лет и была окончена в 1782 году. Имеется также текст, предположительно начала 1760-х годов, на ту же тематику и с тем же названием, но иными персонажами и сюжетом (так называемый «Ранний „Недоросль“»); неизвестно, принадлежит ли эта пьеса молодому Фонвизину или какому-то его предшественнику, имя которого неизвестно. Текст первого раннего «Недоросля» значительно отличается от текста общеизвестной, сценической, редакции поздней одноимённой комедии: они различаются не только наименованием действующих лиц, но и трактовкой образов, числом и чертами отдельных персонажей, замыслом пьесы и всем её драматургическим и идейным построением.

## Действующие лица
- Терентий Простаков (имя выводится из текста пьесы, но автор называет его Господин Простаков) — глава семейства. Сам по себе человек «маленький» и слабый. Во всём старается угодить своей жене: «При твоих глазах мои ничего не видят» — говорит он в начале произведения, когда она спрашивает про кафтан. Любит сына: «По крайней мере, я люблю его, как надлежит родителю, то-то умное дитя, то-то разумное, забавник, затейник; иногда я от него вне себя и от радости истинно не верю, что он мой сын». Не умеет читать. Когда его просят прочитать письмо, присланное Софье, он только отвечает: «Мудрено». Лебезит перед Стародумом.
- Госпожа Простакова (в девичестве — Скотинина) — жена его, главный отрицательный персонаж пьесы. Очень любит сына и стремится женить его на Софье после того, как узнаёт о её наследстве. Дворянка, из-за чего считает, что ей всё позволено. Также лебезит перед Стародумом.
- Митрофан Терентьевич Простаков, Митрофанушка — сын их, недоросль. Разбалованный и неблагодарный молодой человек. Не стыдится своей глупости. Так же, как отец и мать, лебезит перед Стародумом.
- Еремеевна — «мама» (то есть кормилица) Митрофана. Горой стоит за него, хотя и глубоко несчастна, так как госпожа Простакова недовольна ею.
- Правдин — государственный чиновник, призванный разобраться в делах Простаковых. Он узнаёт о зверствах Простаковой, а также о том, что она обкрадывает Софью. При помощи Стародума и Милона уличает Простакову и отбирает у неё имение в пользу государства. Восхищён идеями Стародума.
- Стародум — дядя и опекун Софьи. Именно из-за его состояния Простакова пыталась женить Митрофана на Софье. Главный резонёр пьесы — идеи, высказываемые им на протяжении всей комедии, отражают взгляды самого Фонвизина. Независимый, благородный и практичный человек.
- Софья — племянница Стародума, честная, приличная, образованная и добрая девушка. Восхищена идеями дяди.
- Милон — молодой офицер, возлюбленный Софьи, именно он предотвратил её похищение. Рад знакомству со Стародумом.
- Тарас Скотинин — брат госпожи Простаковой, грозный и суровый человек. Отставной капрал гвардии. Хочет жениться на Софье. Любит свиней. Лебезит перед Стародумом.
- Сидорович Кутейкин — бывший семинарист, учит Митрофана грамматике. Разговаривает фразами с большим применением церковнославянских слов. Нерадивый наставник, однако, понимая это, всё же берёт деньги за своё «обучение».
- Пафнутьевич Цыфиркин — отставной сержант, учит Митрофана арифметике. Бывший гарнизонный полка Милона. Разговаривает чётко и бодро. Как и Кутейкин, наставник нерадивый, однако денег за своё «обучение» не берёт.
- Адам Адамович Вральман — немец, бывший кучер, но выдаёт себя за учёного. Нанят для того, чтобы учить Митрофана «по-французски и всем наукам», но на самом деле ничему не учит, а только мешает другим учителям (Кутейкину и Цыфиркину), за что те даже грозятся его поколотить. Разговаривает на ломаном русском. Еремеевна возмущена тем, что Вральман курит.
- Тришка — портной-самоучка. Скромный и тихий человек.
- Слуга Простакова.
- Камердинер Стародума.

## Постановки

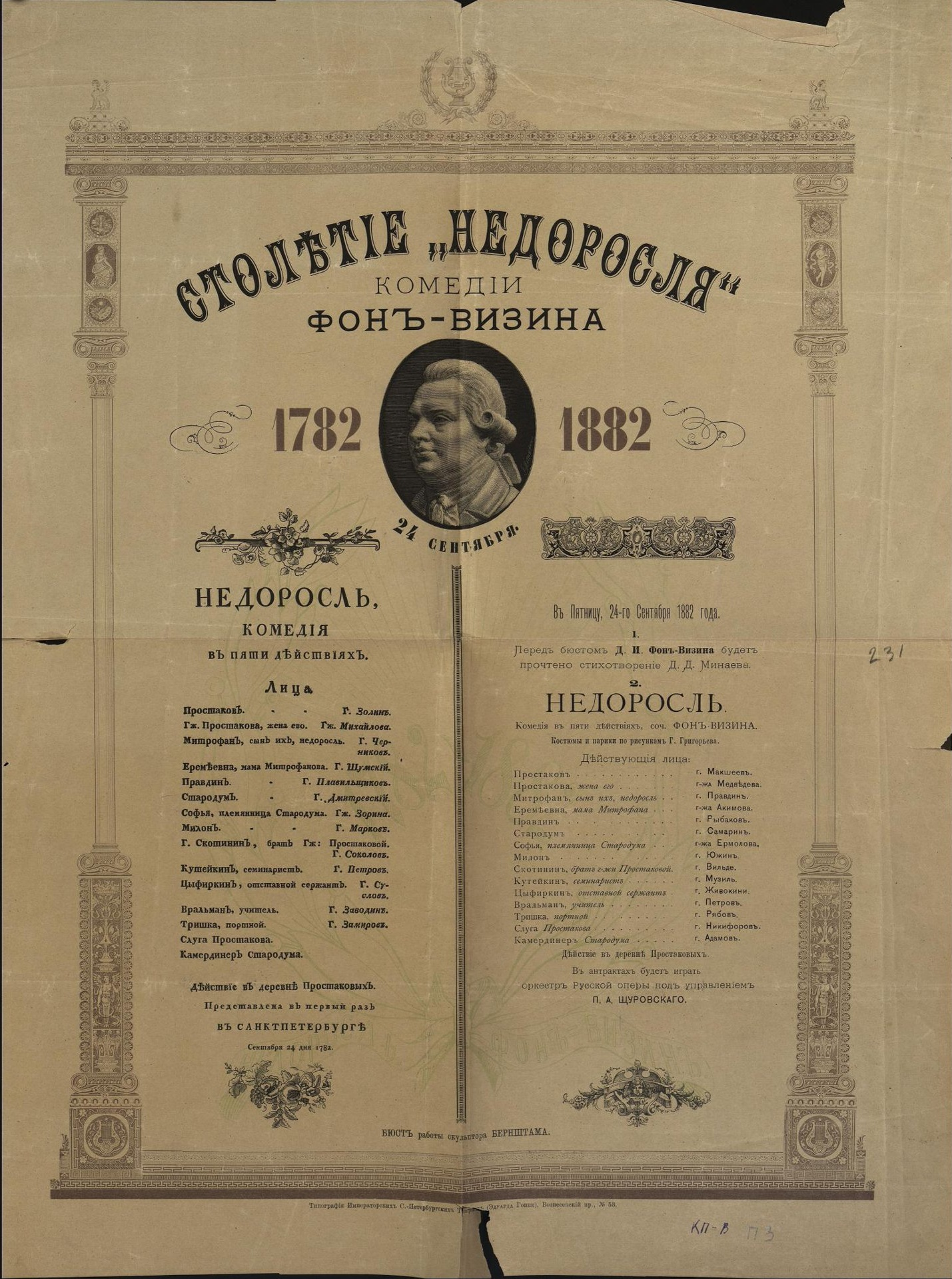
Лист пьесы, напечатанный в честь столетия постановки "Недоросля". 1882г.

Постановка «Недоросля» была связана со многими трудностями. Получив отказ в Петербурге, драматург в мае 1782 года выезжает вместе с актёром Иваном Афанасьевичем Дмитревским в Москву. Но и здесь его ждёт неудача: цензор московского российского театра, испугавшись смелости многих реплик, не пропускает комедию на сцену.
Через несколько месяцев Фонвизину всё-таки удалось «пробить» постановку комедии: 24 сентября 1782 года состоялась премьера в Петербурге (Вольный Российский театр, он же Театр Карла Книпера), где роль Стародума исполнял сам Иван Афанасьевич Дмитревский, Правдина — Козьма Иванович Гамбуров, Цыфиркина — Антон Михайлович Крутицкий, Скотинина — Сергей Ефимович Рахманов. О необыкновенном успехе пьесы «Недоросль» при её первой постановке на сцене в Вольном Российском театре на Царицыном лугу свидетельствовал неизвестный автор «Драматического словаря»: «Несравненно театр был наполнен, и публика аплодировала пьесу метанием кошельков».
Уже 14 мая 1783 года пьеса впервые игралась в Москве, на сцене театра Майкла Медокса.
Успех «Недоросля» был огромен. Его поставили на своей сцене студенты университета. Появилось множество любительских постановок.
В 1926 году режиссёр Григорий Львович Рошаль снял фильм «Господа Скотинины» по мотивам пьесы.

## Значение комедии
Комедия Фонвизина читалась и изучалась всеми последующими поколениями — от Пушкина, Гоголя, Лермонтова до нашего времени. Значение пьесы — непреходяще:
- «Всё в этой комедии кажется чудовищной карикатурой на всё русское. А между тем нет ничего в ней карикатурного: всё взято живьём с природы…» (Н. В. Гоголь).
- «Его дураки очень смешны и отвратительны, но это потому, что они не создания фантазии, а слишком верные списки с натуры» (Виссарион Григорьевич Белинский).

Однако Екатерина II поняла свободолюбивое значение произведения, посмевшего задеть государственные и социальные устои. «После публикации в 1783 году ряда сатирических произведений, попытки Фонвизина опубликовать что-либо в печати пресекались самой императрицей. В последнее десятилетие своего царствования Екатерина II открыто пошла по пути жестокой реакции, жертвой которой стал и Фонвизин. Несмотря на тяжёлую болезнь, он рвался к деятельности. В 1788 году он задумал издавать журнал «Друг честных людей, или Стародум», получил разрешение и стал готовить материал, но по распоряжению Екатерины журнал был запрещён. Незадолго до смерти Фонвизин обращался к императрице с просьбой разрешить ему издать перевод Тацита, но разрешения не было дано».